# Fall from Grace (band)
Fall From Grace is een Amerikaanse alternatieve rockband, geformeerd in 2004 in Seattle, Washington D.C.. De band is vooral bekend door het winnen van de realityshow Bodog Music Battle of the Bands van Fuse TV en het winnen van een opnamecontract van een miljoen dollar met Bodog Music.

## Bezetting
Huidige leden
- Tryg Sebastian Littlefield (leadzang, ritmegitaar)
- Brian Olson (leadgitaar, achtergrondzang)
- Ty McDonald (gitaar)
- Justin 'Cotton' McDonald (basgitaar, achtergrondzang)
- Jesse Smith (drums, zang)

Voormalige leden
- Kenny Bates (drums)
- Ken Olson (basgitaar, achtergrondzang)

## Geschiedenis
Fall From Grace versloeg meer dan 7000 bands, waarvan er tien gingen voor de prijs. Die bands waren onder meer nieuwe Bodog-artiesten Fear Nuttin 'Band (Boston), Big Bang Radio (Miami), Ashmore (Dallas (Texas)), Subversa (Houston), The Mood (Atlanta), Leroy Smokes (Minneapolis), Blaxmyth (Los Angeles), Idle Red (Phoenix (Arizona)), Strifer (San Francisco) en Burn Down All Stars (Philadelphia (Pennsylvania)). De band bracht hun eerste grote labelalbum Sifting Through the Wreckage uit in 2008 en toerde met Alesana om het album te ondersteunen. Het album bevat de singles Pictures On The Wall en Last Straw. Fall From Grace is onlangs herenigd om in eigen beheer een nieuw album en tournee uit te brengen. De band bestaat nu uit de broers Cotton en Ty McDonald van de andere populaire lokale band The Jet City Fix en Jesse Smith, een lokale drummer uit Seattle.

## Discografie
- 2004: Rise from the Ashes (zelf uitgebracht)
- 2006: Covered in Scars (zelf uitgebracht)
- 2008: Sifting Through the Wreckage (Bodog Music/Bunkrock Music)
- 2012: The Romance Years (Road 2 Hell Rekkids)

### Singles
- Covered In Scars (Covered In Scars)
- Burned (Sifting Through The Wreckage)
- Hated Youth (Sifting Through the Wreckage)
- King of Lies (Sifting Through the Wreckage)
- Pictures On The Wall (Sifting Through The Wreckage)
- 18 and Out (The Romance Years)